# Soggetto
Das Soggetto (italienisch „Subjekt“, „Gegenstand“, von lateinisch subiectum „Das Zugrundeliegende“) bezeichnet in der Musik des 16. Jahrhunderts eine charakteristische Tonfolge in größeren Notenwerten als tragendes, meist vorgeformtes Konstruktionselement eines kontrapunktischen Werkes. In späterer Zeit diente der Begriff allgemein zur Kennzeichnung der thematisch-motivischen Substanz imitatorisch aufgebauter Werke wie Kanons, Motetten, Ricercare und Fugen.
Eine der frühesten Definitionen des Begriffs soggetto findet sich 1558 im Musiklehrwerk Le istitutioni harmoniche von Gioseffo Zarlino. Demnach wird damit das musikalische Ausgangsmaterial eines Musikstückes bezeichnet. Im 16. Jahrhundert wurden dafür in der Regel vorhandene Melodien verwendet. Diese stammten häufig aus dem Fundus des Gregorianischen Chorals (Soggetto di canto fermo) oder einer mehrstimmigen Komposition (Soggetto di canto figurato). Aber auch frei erfundene Soggetti kamen vor (soggetto di inventione propria). Das soggetto wurde meist von der Tenorstimme vorgetragen, woher auch der Begriff „Tenor“ (mit Betonung auf der ersten Silbe) stammt. Mehrstimmige Werke wurden in dieser Zeit häufig nach dem zugrundeliegenden soggetto benannt. Daher rühren Titel wie Missa O quam suavis oder Missa L’homme armé – letztere nach der französischen Chanson L’homme armé.
Eine Sonderform ist das Soggetto sopra voci musicali aus einem mit Solmisationssilben (ut, re, mi, fa, sol, la) bezeichneten Tonleiterausschnitt des Hexachord-Systems, wie etwa die Missa la sol fa re mi von Josquin Desprez. Aus dieser Form entwickelte sich das Soggetto cavato dalle parole, bei dem die Solmisationssilben den Vokalen eines Textes gleichgesetzt wurden.
Im 17. und 18. Jahrhundert wandelte sich die Bedeutung des Begriffs hin zur „thematisch-motivischen Substanz“ eines kontrapunktischen Werkes. Im Kanon wurde damit die Führungsstimme (guida) gekennzeichnet. Bereits in der Motette des 16. Jahrhunderts war das soggetto ein durch den Text geprägter musikalischer Gedanke, der imitatorisch von den verschiedenen Stimmen aufgenommen wurde. In den imitatorischen Instrumentalformen Ricercar, Kanzone und Fuge wurde das „Thema“ nun ebenfalls als soggetto bzw. in deutschsprachigen Gebieten als „Subjekt“ bezeichnet. Der Musiktheoretiker und Komponist Giovanni Battista Martini beschränkte den Begriff in seiner Kontrapunktlehre Saggio fondamentale pratico di contrapunto sopra il canto fermo von 1775 auf Themen „von mittlerer Ausdehnung, üblicherweise nicht kürzer als 1½ Takte und innerhalb des tempo ordinario“.
In neuerer musikwissenschaftlicher Literatur wird der Begriff gelegentlich für Themen der Barockmusik mit eher typischem als individuellem Charakter verwendet.